# Santa Cruz (Rasines)
Santa Cruz es una localidad del municipio de Rasines (Cantabria, España). En el año 2008 contaba con una población de 51 habitantes (INE). La localidad se encuentra a 210 metros de altitud sobre el nivel del mar, y a 2,5 kilómetros de la capital municipal, Rasines.
- Datos: Q6120332